# Delirium III - Viaggio negli arcipelaghi del tempo
Delirium III - Viaggio tra gli arcipelaghi del tempo è il terzo album musicale dei Delirium uscito nel 1974.

## Descrizione
Nel 1974 i Delirium dopo un periodo di pausa incidono un terzo album, costituito da otto canzoni, il quale si dimostra molto più solido e maturo dei precedenti. L'album si intitola Delirium 3 - Viaggio Tra Gli Arcipelaghi Del Tempo la cui trama viene ampiamente spiegata all'interno della copertina. L'ordine delle canzoni non è casuale, infatti c'è una trama alla base che parla di un uomo alla disperata ricerca di sé stesso.  Visto in questo modo potrebbe sembrare un album drammatico, vista l'atmosfera oscura e pesante che trasmettono i brani Fuga N.1 e La Battaglia Degli Eterni Piani. Però così non  è, perché vi sono delle canzoni chiave che spezzano la drammaticità del album, come Il Dono che introduce l'ascoltatore nella trama, Dio del silenzio che richiama a tratti il brano Dolce Acqua, Un uomo la quale spezza il ritmo per un momento di relax e alla fine. Ancora un'alba che ci fa assaporare la gioia spirituale del protagonista per aver ottenuto il suo scopo. In questo album si può ascoltare anche una canzone con la quale i Delirium ritornano alle origini rispolverando le loro consuete atmosfere Jazz-Prog. La canzone si intitola Viaggio Nr. 2.
I brani dell'album sono stati scritti da Martin Grice ed Ettore Vigo per quel che riguarda le musiche, i testi invece sono stati affidati al paroliere Mario Luce.

## Tracce
1. Il dono – 4:17
2. Viaggio negli arcipelaghi del tempo – 4:45
3. Fuga n.1 – 7:40
4. Dio del silenzio – 2:55
5. La battaglia degli eterni piani – 6:42
6. Un uomo – 2:06
7. Viaggio n.2 – 4:33
8. Ancora un'alba – 2:33

## Formazione
- Martin Frederick Grice - sax, flauto, voce
- Mimmo Di Martino - chitarra acustica, voce
- Marcello Reale - basso
- Peppino Di Santo - batteria, voce
- Ettore Vigo - tastiere